# Pablo Amorsolo
Pablo C. Amorsolo (Daet, 26 juni 1898 - Antipolo, 21 februari 1945) was een Filipijnse kunstschilder en illustrator. Pablo was de jongere broer van Fernando Amorsolo.

## Biografie
Pablo Amorsolo werd geboren op 26 juni 1898 in Daet, Camarines Norte als zoon van Pedro Amorsolo, een boekhouder en Bonifacia Cueto. Na de dood van zijn vader, toen Pablo acht jaar oud was, verhuisde de familie naar Manilla, waar hij samen met zijn broer begon met schilderen onder begeleiding van zijn oom Fabian de la Rosa. Later studeerde hij Schone Kunsten aan de University of the Philippines (UP). Twee jaar na zijn afstuderen in 1924 begon hij met lesgeven aan de UP. Dit bleef hij tot de uitbraak van de Tweede Wereldoorlog in de Filipijnen doen. Daarnaast illustreerde hij ook tijdschriften en kranten zoals de Graphic, Tribune, La Vanguardia, Herald en Manila Times. Hoewel hij de klassieke schilderkunst bewonderde, was hij zelf van de moderne school. Hij schilderde historische evenementen zoals Magellan and the Natives en The Discovery of the Philippines. Tijdens de Tweede Wereldoorlog was hij kolonel in de Kempeitai (Japanse militaire politie). In 1945 werd hij, rond de tijd dat de Amerikaanse troepen landden op Luzon, door Filipijnse guerrillatroepen gevangengenomen en geëxecuteerd door een vuurpeloton in Antipolo.
Het grootste deel van zijn werk ging verloren door branden bij de bevrijding van Manilla in 1945. Het schilderij Fruit Vendor is een van de weinig resterende werken en is te bewonderen in het Museum van de University of Santo Tomas.

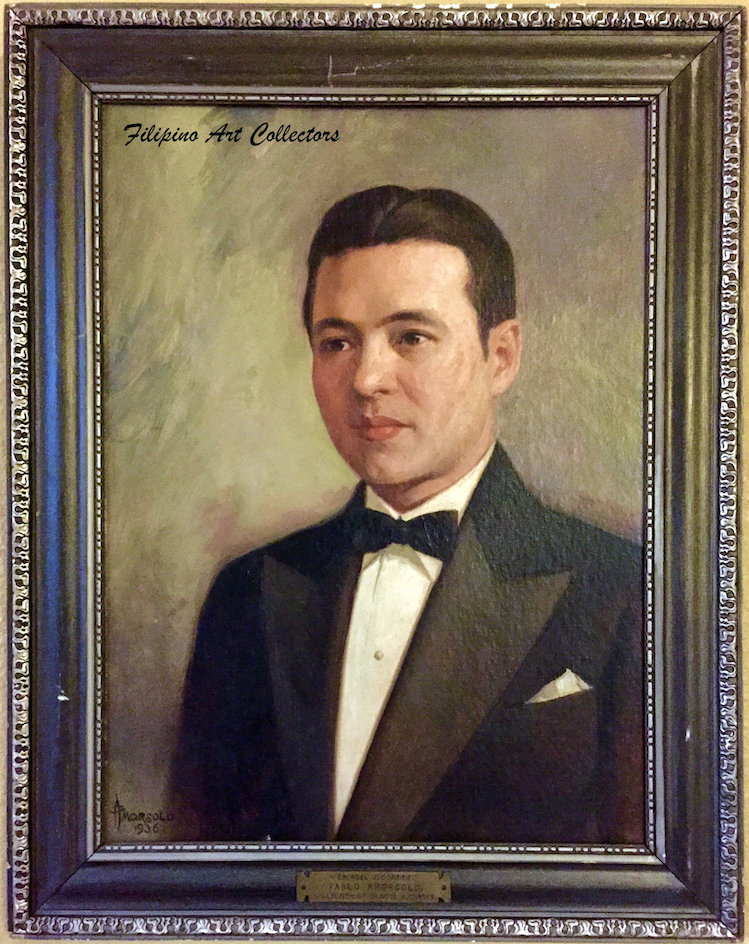
Portret van Noel Coertes door Pablo Amorsolo

## Bron
- Carlos Quirino, Who's who in Philippine history, Tahanan Books, Manilla (1995)

- International Standard Name Identifier: 0000 0003 8851 7938
- Nederlandse Thesaurus van Auteursnamen: 284815950
- Virtual International Authority File: 281706826
- WorldCat: E39PBJpv3dfG33PK86DCJJK8G3